# Neolycaena tengstroemi
Neolycaena tengstroemi (лат.) — вид бабочек из семейства голубянок. Длина переднего крыла 12—14 мм.

## Этимология латинского названия
Tengstroemi — видимо названа по фамилии сборщика типовой серии вида.

## Ареал
Пустыни и полупустыни Турана — Кызылкум, северная часть Каракум, Муйынкумы.
Бабочки населяют песчаные пустыни с бедной ксерофитной растительностью и присутствием астрагалов (Astragalus sp.).

## Биология
Развивается в одном поколении за год. Время лёта бабочек наблюдается в течение мая. Биология вида не изучена.